# Wiener Mädeln
Wiener Mädeln (Verweistitel: Wiener Mädel sowie Wiener Madeln) ist ein von Willi Forst 1944 in Agfacolor für die Wien-Film inszenierter Film über den von ihm auch verkörperten österreichischen Komponisten Carl Michael Ziehrer.
Dieser letzte während des Nationalsozialismus in Österreich hergestellte Film war zu Drehbeginn die erste Farbproduktion der Wien-Film. Der Film kam jedoch erst 1949 in die Kinos und war somit der letzte von acht so genannten „Überläufern“ in Österreich – Filme, die während des Nationalsozialismus hergestellt wurden, aber erst nach Kriegsende in die Kinos kamen.

## Handlung
Im Filmvorspann heißt es: „Den Film erdachte, schrieb und inszenierte Willi Forst. Dem Andenken Carl Michael Ziehrer's gewidmet.“ Der Musiker und Komponist Carl Michael Ziehrer, der tagsüber im Hutgeschäft seines Vaters arbeitet, erhält eines Abends Gelegenheit, in den Diana-Sälen in Wien seine Kompositionen zu dirigieren. Die Munk-Schwestern, allen voran Mitzi, sorgen für einen enormen Applaus. In der folgenden Nacht komponiert Ziehrer den Walzer Wiener Mädeln (Weaner Mad’ln) und widmet das Werk den jungen Damen.
Zufällig muss Ziehrer am nächsten Tag im Hause Munk einen Hut abliefern und begegnet dort erstmals Klara, der ältesten der vier Schwestern. Ziehrer ist sofort verliebt, wird aber abgewiesen.
Bei einem Ball soll er eine Komposition vorführen, wobei Klara ihn mit ihrem Gesang unterstützt. Der junge Musiker weigert sich jedoch Rosen aus dem Süden von dem jüngeren Johann Strauss zu spielen. Klara gibt daraufhin kurzerhand ihre Verlobung mit Graf Lechenberg bekannt.
Als Klara, mittlerweile mit Lechenberg verheiratet, einige Zeit später erfährt, dass sie Ziehrers Tun einem Termin beim Künstleragenten Paradeiser zu verdanken hat, schickt sie Mitzi. Die Schwester kommt bei Paradeiser nicht zu Wort, muss vorsingen und wird unter dem Künstlernamen Marianne Edelmann engagiert. In Berlin trifft Ziehrer auf Mitzi. Die beiden arbeiten fortan zusammen. Als sie ins Gerede kommen, heiraten sie.
Bei einer Ausstellung in Kristiania (Oslo) trifft Ziehrer wieder auf Klara. Da sie glaubt, in entscheidenden Situationen ihres Lebens die falsche Wahl getroffen zu haben, versichert ihr Ziehrer, dass ihrem Ehemann die große Karriere als Diplomat noch bevorsteht und dass sie und Mitzi die richtige Entscheidung hinsichtlich ihrer Heirat getroffen haben. Klara und Mitzi singen bei der Ausstellung Ziehrers Wiener Mädeln und verhelfen ihm und seinem Orchester zu einem Sieg gegen den Musiker John Cross.

## Produktion und Hintergrund
Die Dreharbeiten erstreckten sich über einen Zeitraum vom 9. März 1944 bis zum 26. März 1945. Die Außenaufnahmen entstanden in Wien, unter anderem in Schönbrunn und im Wiener Prater. Die Innenaufnahmen wurden in den Rosenhügel-Filmstudios, im Atelier Schönbrunn sowie im Filmstudio Sievering in Wien und zeitweise in den Filmstudios Barrandov in Prag gedreht. Beim Dreh in Prag kam eine Statistin ums Leben, ihr Kleid war während einer Ballszene von heruntergefallenen Scheinwerfer-Kohlen entzündet worden. Die Dreharbeiten wurden mehrmals durch Fliegeralarm unterbrochen. Willi Forst zögerte das Ende der Dreharbeiten hinaus, um Einberufungen seiner Mitarbeiter für den Krieg zu verhindern. Curd Jürgens, der an der Seite seiner späteren Frau Judith Holzmeister spielte, wurde dennoch eingezogen.
Mit John Cross war eigentlich John Philipp Sousa gemeint, der jedoch von der NS-Filmzensur (irrig) als vermeintlicher Jude unerwünscht war.
Die Musik wurde laut Filmvorspann von den Wiener Philharmonikern und der Kapelle des ehemaligen Infanterieregiments Hoch und Deutschmeister Nr. 4 unter der Leitung von Willy Schmidt-Gentner und Karl Pauspertl gespielt. Die Liedtexte schrieb Erich Meder. Es sangen Hilde Konetzni Die schönsten Mädeln leben in Wien sowie Dora Komar. Für die Tonaufnahmen waren Herbert Janecka und Alfred Norkus verantwortlich. Die Bauten wurden von Werner Schlichting und Alfred Kunz ausgeführt. Die Kleider und Kostüme entwarf W. Alfred Adlmüller. Hans Wolff war Regieassistent und schnitt auch den Film, die Produktionsleitung hatte Hans Somborn inne.
Ein Teil des Filmmaterials fiel bei Kriegsende 1945 der Roten Armee in die Hände, welche 1949 eine Fassung des Films von der Linse-Film AG, Berlin/Ost, in einer Länge von 107 Minuten fertigstellen und in der Sowjetischen Besatzungszone ab dem 19. August 1949 aufführen ließ. Forst erreichte, dass diese „Linse-Fassung“ zurückgezogen wurde und ließ den Film, nach seinen Intentionen geschnitten, am 22. Dezember 1949 in Wien uraufführen. In der Bundesrepublik Deutschland fand die Erstaufführung am 3. Februar 1950 im Luitpold-Theater und der Schauburg in München statt. Am 29. September 1973 wurde der Film erstmals im Fernsehen im Programm des ZDF gezeigt.
Die „Forst-Fassung“ ist im Filmarchiv Austria archiviert, das den Film u. a. im Mai 2008 vorführte. Die FSK gab den Film 1949 in einer Länge von 113 Minuten frei. Die derzeit für Fernsehausstrahlungen zur Verfügung gestellte Fassung dauert ca. 103 Minuten (99 Minuten bei PAL-TV).

## Auszeichnungen
- Graf Kolowrat Sascha-Wanderpokal des österreichischen Bundesministeriums für Unterricht für den besten österreichischen Film 1949[5]

## Kritiken
Das Lexikon des internationalen Films sprach von einem „musisch-beschwingte[n] Unterhaltungsfilm voller Humor und Lebensfreude“, der zwar „in der Handlung veraltet und manchmal recht kitschnah, aber ausgezeichnet gespielt, großzügig ausgestattet und farbfreudig bebildert“ sei (in der rororo-Ausgabe von 1987 hieß es: „beschwingt gespielt und inszeniert“).
John Gillets Kritik ist in Christa Bandmanns und Joe Hembus’ Buch Klassiker des deutschen Tonfilms nachzulesen: „Wiener Mädeln ist praktisch der Schwanengesang des Forstschen Operetten-Zyklus; 1945 muß der Film als reiner Anachronismus erschienen sein. Die temperamentvolle Geschichte über einen weniger bekannten Walzerkomponisten, Carl Ziehrer, hat den Charme des frühen Agfacolor, mit seinen Pastell-Tönen, eine einprägsame Partitur und ein typisch Forstsches Bravour-Finale: eine musikalische Schlacht zwischen den Kapellen von Ziehrer und (ausgerechnet) John Philip Sousa, zwischen denen sich Dutzende von Paaren bewegen, die in einer Sequenz stets wechselnde Konfusion zwischen Walzer und Marsch-Takt wieder holen.“
Im Heyne Filmlexikon hieß es knapp: „Operettenschmäh, den nur Willi Forst so genialisch in Szene setzen konnte.“